# ФК Байерн (Мюнхен)
Футболен клуб Байерн Мюнхен (на немски: Fußball-Club Bayern München e.V.), известен като Байерн Мюнхен (FC Bayern München) или с краткото Байерн (FC Bayern), е германски спортен клуб от Мюнхен, столицата на провинция Бавария. Клубът е познат най-вече с футболната си формация и е един от най-популярните отбори в света.
Основан на 27 февруари 1900 г., Байерн е най-успешният немски футболен отбор и един от най-успешните в Европа, с множество международни отличия, сред които 6-кратен европейски шампион, както и континентален требъл. Отборът не е от основателите на германската Бундеслига, въпреки че печели първата си шампионска титла преди основаването ѝ, но от 1965 г. е неизменен участник и фаворит в Първа Бундеслига. В Германия основен съперник е Борусия Дортмунд (Германското Класико), както и местните дербита с Мюнхен 1860 (Мюнхенското дерби) и с 1. ФК Нюрнберг (Баварското дерби).
.
От сезон 2005/06 Байерн играе домакинските си двубои на стадион Алианц Арена. Новопостроеният в северната част на Мюнхен стадион е 10-и по големина футболен стадион в Европа. Преди това в продължение на 33 години баварците играят мачовете си на мюнхенския Олимпийски стадион.
В класацията на Форбс за най-скъп футболен клуб в света Байерн Мюнхен се нарежда на четвърто място за 2017 г. оценен на 2,713 млрд. долара. Клубът е лидер в Германия по финансови показатели и отчита рекорден годишен оборот за сезон 2016/17 от 640,45 млн. евро.

## История

### От 1900 до 1965 г.: Начални години и първи отличия
Байерн Мюнхен е основан на 27 февруари 1900 г. от членове на Гимнастически клуб Мюнхен. Клубът играе първите си игри в местната Баварска лига. Първият по-голям успех на Байерн идва през 1926 г. – шампион на Южна Германия, успехът е повторен отново две години по-късно. Първата им титла е спечелена през 1932 г. след победа над Айнтрахт Франкфурт с 2:0 на финала.
С повишаването на подкрепата за националсоциалистическата работническа партия се слага край на развитието на клуба, защото президентът (Курт Ландауер) и старши треньорът на баварците, както и много от играчите са евреи. Клубът е заклеймен за еврейски (Jüdenclub), което попречва на развитието му.
След войната Байерн става член на Южната дивизия на немската Първа дивизия, която е била разделена на пет части по това време, наричана още Оберлига. Баварците мизерствали и през 1955 изпитали унижението на отпадането в по-долна дивизия. Следващата година обаче клубът се завръща в Оберлига и дори печели първата си купа на Германия, биейки на финала Фортуна Дюселдорф с 1:0. Клубът се превръща в един от водещите, но изпитва финансови трудности и банкрутира в края на 1950-те. Фабрикантът Роланд Едлер дава на клуба нужните пари и си спечелва президентството на клуба за четири години. През 1963 г. Оберлигите са разформировани и се сформира Първа Бундеслига. Баварците са пренебрегнати от първоначалния състав, но си спечелват промоция в нея две години по-късно с тим, пълен с млади таланти като Франц Бекенбауер, Герд Мюлер и Сеп Майер – бъдещите звезди на Байерн и ФРГ.

### От 1965 до 1979 г.: Златна ера
През първия си сезон в Бундеслигата отборът завършва трети и печели втората си купа на страната. На следващата година (1967) правят първото си европейско участие в Купата на носителите на купи. Те печелят първия си Европейски трофей след победа в драматичен финал над шотландския Рейнджърс, на който Франц Рот отбелязва решителния гол в продълженията. Същият сезон отборът от Мюнхен печели трета купа на Германия, но малкият прогрес сменя треньора като на поста идва Бранко Зебек. Той превръща отбора в дисциплинирана машина и става първият треньор направил дубъл – титла и купа на Германия през 1969 г.
През 1970 г. идва друг треньор на мястото на Зебек – Удо Латек. След като печели Купата на Германия през първия си сезон, през втората си година начело печели трета титла след драматичен мач срещу Шалке 04, който е първият мач на новия Олимпийски стадион, а също и първият от Бундеслигата предаван по телевизията. Баварците печелят този мач с 5:1 и така затвърждават титлата и няколко рекорда, като този за най-много голове в един сезон. Байерн печели и следващите две титли, но зенитът на отбора е през 1974 г., когато на финала на Купата на европейските шампиони побеждават испанския шампион Атлетико Мадрид с 4:0 в преиграването. На следващата година баварците не се представят убедително на местно ниво, но защитават европейската си титла след финал срещу английския Лийдс Юнайтед с голове на Мюлер и Рот. На следващата година отборът побеждава френския шампион Сент Етиен на финала в Глазгоу, отново след гол на Франц Рот. Най-големият успех на това поколение идва същата година с финала за Междуконтиненталната Купа, спечелен срещу бразилския Крузейро.

### От 1979 до 1998 г.: „ФК Холивуд“
1980-те са период на неуспехи и провали за Байерн с много промени в организацията и финансови проблеми. Две титли били спечелени през 1980 и 1981 г., но следващите две години отборът не успява да спечели абсолютно нищо. След този период идва бившият треньор Удо Латек. През първия си сезон отборът печели купата на Германия през 1984 г., а в следващите години печелят 5 от 6 възможни титли на Германия.
Големи международни трофеи обаче убягват на немците след като те стигат до два загубени финала за КЕШ през 1982 срещу Астън Вила и през 1987 г. срещу ФК Порто. След титлата си през 1990 г. отборът попада в дупка. През сезон 1991/92 баварците завършват на 5 точки от линията на изпадане. През сезон 1993/94 на треньорския пост идва Франц Бекенбауер, който печели титлата на Германия след 4 години. Тогава Кайзера е избран за президент на Мюнхенци, но клубът не прави големи успехи. По това време играчите му се появяват по-често по жълтите вестници отколкото в спортните, което спечелва прякора ФК Холивуд. През 1996 г. Бекенбауер се връща на треньорския пост. Това повлиява моментално, като клубът печели Купата на УЕФА същия сезон, побеждавайки на финала Бордо на Зидан.

### От 1998 г.: Нови успехи
В периода 1998 – 2004 г. треньор на клуба е Отмар Хицфелд, който се оказва най-успешният в историята на Байерн. През първия си сезон Хицфелд печели титлата на страната и достига финал на Шампионската лига, изгубен в продълженията от Манчестър Юнайтед. През следващия сезон клубът печели трети дубъл, а през 2001 г. баварците печелят нова титла. На европейско ниво тимът спечелва нова титла в Шампионската лига след дузпи на финала срещу испанския Валенсия, а по-късно и Междуконтинентална купа. През 2002 г. баварците не печелят нищо, но на следващата година правят пореден дубъл. През 2004 клубът се проваля в трите турнира, в които участва – Шампионската лига, Бундеслигата и Купата на Германия. Това довежда до края на една ера след уволнението на Хицфелд.
На кормилото на Байерн застава Феликс Магат. През първите си два сезона той печели два дубъла, като води клуба до юбилейната 20-а титла. Третият му сезон е провал и след зимната пауза е заменен от Хицфелд. Въпреки това баварците завършват на 4-то място и не успяват да се класират за Шампионска лига за пръв път от 12 години. В отбора се правят големи промени разделяйки се с половината играчи и привличайки девет нови попълнения.
Междувременно през 2005 г. Байерн се мести на Алианц Арена, построен специално за Световното първенство през 2006 г.
Стадионът е споделян с местния отбор Мюнхен 1860, който по-късно фалира и изпада във Втора Бундеслига, като продава своя дял от стадиона на 20-кратните шампиони.
От началото на 2007 г. Байерн отново е поет от Отмар Хицфелд. Баварците не успяват да подобрят представянето си и след слаба серия в шампионата, завършват едва на четвърта позиция. Преди началото на сезон 2007/08 отборът се подсилва с Мирослав Клозе, Лука Тони и Франк Рибери. Отборът става шампион на страната и печели националната купа, както и Купата на лигата, а Тони става голмайстор на първенството. В Купата на УЕФА достигат полуфинал, но там са сразени от бъдещия носител на трофея Зенит. След края на сезона Хицфелд напуска, а легендата Оливер Кан слага край на кариерата си.
В началото на сезон 2008/09 начело на отбора застава бившият нападател на баварците Юрген Клинсман. Отборът започва колебливо с две равенства, а също така е разгромен от Вердер с 5:2. Все пак Байерн набира точки и на полусезона е втори след Волфсбург. През втория полусезон вълците разгромяват Байерн с 5:1. След този неубедителен резултат считаният за заместник на Кан Михаел Ренсинг окончателно губи титулярното си място и е заменен от опитния Ханс-Йорг Бут. В Шампионската лига баварците записват 4 победи и 2 равенства. На 1/8-финалите побеждават Спортинг Лисабон със 7:1 и 5:0. В първия мач дебютира младият Томас Мюлер. В следващата фаза германците отпадат от състава на Барселона. Към края на сезона Клинсман е уволнен и временно за треньор е назначен Юп Хайнкес. След края на сезона Хайнкес поема Байер Леверкузен, а за постоянен треньор на отбора е назначен Луис ван Гаал.
Преди началото на сезона са привлечени класни играчи като Ариен Робен, Ивица Олич и Марио Гомес. Именно първият става моторът на отбора, заедно с Франк Рибери. В първенството Байерн записва 19 мача без загуба. В Шампионската лига са в една група с Ювентус, Бордо и Макаби Хайфа. В последния мач Байерн побеждава „Старата госпожа“ и се класира напред. На 1/8-финалите се срещат с Фиорентина. В първата среща Байерн побеждава с 2:1, а в реванша губи с 3:2, но продължава напред поради повечето голове на чужд терен. В 1/4-финалната фаза съперник на баварците е Манчестър Юнайтед. В първия мач Байерн печели с 2:1 с гол на Ивица Олич в последната минута. Реваншът започва катастрофално за Байерн, след като отборът губи с 3:1 на полувремето. През втората част Ариен Робен засича топката след корнер и праща немците на полуфинал. Там те срещат Олимпик Лион. Байерн се класира на финал, побеждавайки французите с 1:0 и 3:0. Във втория мач Ивица Олич вкарва хеттрик. На 22 май 2010 г. баварците губят финала от Интер с 2:0. Все пак печелят титлата, купата и суперкупата на страната.
В началото на сезон 2010/11 Байерн не започва добре, набирайки едва 8 точки в първите 7 кръга. През първия полусезон записват само две победи като гост. В Шампионската лига Байерн допуска една загуба в груповата фаза. След неубедителните резултати в първенството, отпадането на полуфинал в купата на Германия и отпадането на 1/8-финал в Шампионската лига, Ван Гаал обявява, че ще напусне отбора след края на сезона. Холандецът обаче е уволнен преждевременно и начело до края на сезон застава неговият сънародник и помощник Андрис Йонкер. Под негово ръководство баварците разгромяват Байер Леверкузен с 5:1 и успяват да достигнат третото място в първенството, даващо им право на участие в Шампионската лига.
През сезон 2011/12 начело на Байерн отново застава Юп Хайнкес. Той залага на схема 4-5-1 с Марио Гомес в атака. Баварците са фаворити за спечелването на титлата на страната, но остават втори след Борусия Дортмунд. В Шампионската лига отборът достига финал, след победа с дузпи срещу Реал Мадрид. На финала Байерн играе с Челси на собствения си стадион, но губи след дузпи. През август 2012 г. печелят Суперкупата на Германия след победа над Борусия Дортмунд. Отборът е подсилен с Марио Манджукич, Джердан Шакири, Хави Мартинес и Клаудио Писаро. В първия кръг на сезон 2012/13 баварците побеждават Гройтер Фюрт, а Манджукич вкарва първия си гол за отбора. На 6 април 2013 г. Байерн печели титлата на страната 6 кръга преди края, като е с 20 точки преднина пред втория Борусия Дортмунд. В Шампионската лига баварците прескачат груповата фаза и преодоляват Арсенал на 1/8-финал и Ювентус на 1/4-финал. В полуфиналите играят с Барселона и побеждават испанския гранд с 4:0 в първата среща. Във втората побеждават с резултат 0:3 насред Камп Ноу. Барселона остава на колене след общ резултат 7:0 за баварския тим. На финала Байерн побеждава Борусия Дортмунд с 2:1 и печели за пети път в историята си Шампионската лига. Головете вкарват Марио Манджукич и Ариен Робен.
След края на сезона Юп Хайнкес се оттегля от професионална треньорска кариера. Още през януари 2013 г. Пеп Гуардиола е обявен като новия треньор на Байерн за следващите 3 сезона, като стъпва в длъжност от 1 юни 2013 г. На 26 юни провежда първата тренировка с отбора, а месец по-късно се изправя в първи официален мач срещу Борусия Дортмунд. За новия сезон в отбора са привлечени Марио Гьоце и Тиаго, а голмайсторът Марио Гомес е продаден на Фиорентина. На 27 юли в Дортмунд се провежда мачът за Суперкупа на Германия, който завършва с победа за Борусия Дортмунд с 4:2. На 30 август Гуардиола печели първата си титла с Байерн след успех над Челси в мач за Суперкупата на Европа. Мачът завършва 2:2 в редовното време, но след дузпи Байерн успява да вземе отличието. Новият сезон 2013/14 в Бундеслигата започва успешно за баварците и новия им треньор. Отборът поставя нов рекорд по последователни мачове без загуба в Бундеслигата. Серията от 53 мача без загуба започва в края на сезон 2012/13 и продължава до 5 април 2014 г., когато Аугсбург успява да сложи нейния край с домакинска победа с 1:0. В Шампионската лига поставя рекорд като първи отбор с 10 последователни победи. На 21 декември 2013 г. Байерн Мюнхен печели Световното клубно първенство, като във финалния мач се изправя срещу Раджа Казабланка и побеждава с 2:0. Байерн успява да подобри и собствения си рекорд от предишния сезон за най-бързо спечелена титла. На 25 март 2014 г. след победа като гост на Херта Берлин с 3:1 баварците печелят 23-тата си титла в Бундеслигата 7 кръга преди края. В края на сезона Байерн допуска най-тежката си домакинска загуба в европейските турнири, като отстъпва с 0:4 на Реал Мадрид в раванш от полуфиналите на Шампионската лига. С общ резултат от 0:5 Байерн отпадата от надпреварата и не успява да защити трофея си. Сезонът за баварците завършва с успех и дубъл след победа във финала за Купата на Германия, игран на 17 май 2014 г., с 2:0 над Борусия Дортмунд.
Седем от футболистите на Байерн завоюват 4-та световна титла за Германия на проведеното през лятото на 2014 г. Световно първенство. Преди началото на новия сезон баварците са напуснати от Тони Кроос и Марио Манджукич. А новото звездно попълнение е Роберт Левандовски. След четвъртия кръг на първенството Байерн заема 4-та позиция, но след това до края на шампионата оглавява класирането и става шампион с 10 точки разлика пред конкурента Волфсбург. За баварците сезонът е специален не само заради 25-ата титла, но и заради юбилейния си характер. За Байерн това е 50-ият сезон в Първа Бундеслига и заедно с Хамбургер не са отпадали в по-долна дивизия. Сезон 2014/15 за Байерн не е толкова успешен в другите два турнира. За купата на страната отпада на полуфинал от Борусия Дортмунд след изпълнение на дузпи. Докато в Шампионска лига след успешни мачове срещу Манчестър Сити, Рома и Порто, баварците достигат полуфиналите на турнира, които отново не успяват да преодолеят. В сблъсък срещу испанския Барселона Байерн губи като гост с 0:3, а в реванша победата от 3:2 е недостатъчна.
През сезон 2015/16 баварците отново стигат до полуфинал в Шампионска лига, но отпадат с общ резултат 2:2, поради гол на чужд терен, от Атлетико Мадрид. На местно ниво за трети поред сезон Байерн успява да защити титлата си и по този начин се превръща в първия отбор в Бундеслигата, който успява да спечели сребърната салатиера в четири поредни сезона. За Купата на Германия отборът достига до финал и успява да победи големия си конкурент през сезона Борусия Дортмунд с 4:3 след дузпи (нулево равенство преди това). Байерн завършва сезона с 11-и дубъл. Пеп Гуардиола не подновява договора си с клуба и в края на сезона напуска, а на негово място е привлечен италианският наставник Карло Анчелоти.
В първия се сезон начело на Байерн Анчелоти спечелва с отбора Суперкупата на Германия и успява да защити титлата в Бундеслигата. В Шампонска лига баварците се изправят срещу Реал Мадрид в четвъртфинален сблъсък. След загуби в двата мача отборът отпада, по този начин Реал успява да изравни баланса в мачовете между двата отбора.

## Отличия
Отборът е абсолютен рекордьор по отличия в Германия и един от най-добрите в Европа. Байерн е един от четирите отбора, които са печелили и трите големи титли на УЕФА (Шампионска лига, Купа на носителите на купи и Лига Европа). Както и последният отбор спечелил три поредни издания на Купата на европейските шампиони, затова получава трофея завинаги, а освен това има и право да носи значка отбелязваща множество победи на турнира. Байерн е единствения отбор в Германия който прави дубъл 12 пъти (Шампион на Германия, Купа на Германия). Баварците са единственият отбор в Германия който постига требъл (Шампион на Германия, Купа на Германия и Шампионска лига). Байерн Мюнхен е достигал 10 пъти до финал в КЕШ/Шампионска лига, като само отборите на Реал Мадрид и Милан имат повече.

### Национални
- Шампион на Германия
  - Победител (34 пъти): 1931/32, 1968/69, 1971/72, 1972/73, 1973/74, 1979/80, 1980/81, 1984/85, 1985/86, 1986/87, 1988/89, 1989/90, 1993/94, 1996/97, 1998/99, 1999/2000, 2000/01, 2002/03, 2004/05, 2005/06, 2007/08, 2009/10, 2012/13, 2013/14, 2014/15, 2015/16, 2016/17, 2017/18, 2018/19, 2019/20, 2020/21, 2021/22, 2022/23, 2024/25 (рекорд)
- Купа на Германия
  - Победител (20 пъти): 1956/57, 1965/66, 1966/67, 1968/69, 1970/71, 1981/82, 1983/84, 1985/86, 1997/98, 1999/2000, 2002/03, 2004/05, 2005/06, 2007/08, 2009/10, 2012/13, 2013/14, 2015/16, 2018/19, 2019/20 (рекорд)
- Суперкупа на Германия
  - Победител (8 пъти): 1987, 1990, 2010, 2012, 2016, 2017, 2018, 2020 (рекорд)
  - (неофициална): 1983
- Купа на Лигата на Германия
  - Победител (6 пъти): 1997, 1998, 1999, 2000, 2004, 2007 (рекорд)

### Европейски
- Шампионска лига / Купа на европейските шампиони
  - Победител (6 пъти): 1973/74, 1974/75, 1975/76, 2000/01, 2012/13, 2019/20
- Купа на носителите на купи
  - Победител: 1966/67
- Лига Европа / Купа на УЕФА
  - Победител: 1995/96
- Суперкупа на Европа
  - Победител: 2013, 2020

### Международни
- Междуконтинентална купа
  - Победител: 1976, 2001
- Световно клубно първенство
  - Победител: 2013, 2020

### Регионални
Отличия на клуба от региона на Бавария и Южна Германия.
- Футболно първенство на Южна Германия
  - Победител: 1925/26, 1927/28
- Купа на Южна Германия
  - Победител: 1957
- Осткрайс-лига (I)
  - Победител: 1910, 1911
- Крайслига Зюдбайерн
  - Победител: 1920, 1923 (споделен рекорд)
- Бециркслига Байерн
  - Победител: 1925/26
- Безиркслига Зюдбайерн
  - Победител (6 пъти): 1927/28, 1928/29, 1929/30, 1930/31, 1931/32, 1932/33 (рекорд)
- Гаулига Зюдбайерн
  - Победител: 1943/44
- Регионаллига Зюд (II)
  - Победител: 1964/65

## Професионален отбор

### Настоящ състав
Към 15 юли 2025 г.
Забележка: Отбелязаните националности са според правилата на ФИФА и националните отбори, които представляват играчите. Един играч може да има повече националности.

## Треньори

### Треньорите от влизането в Бундеслигата
Общо 23 различни имена са заемали поста на главен треньор на Байерн от влизането в Първа Бундеслига през 1965 г., като най-успешни треньори са Удо Латек, Отмар Хицфелд и Юп Хайнкес, които спечелват най-много големи отличия. Най-лошо представилият се е Сьорен Лерби, при когото отборът печели малка част от мачовете си и се насочва към зоната на изпадащите. Юп Хайнкес е единственият треньор, който застава начело на баварците четири пъти. Златко Чайковски започва работа като главен треньор през 1963 г. и две години по-късно спечелва промоцията на отбора в новосформираната тогава първа дивизия.
| №   | Треньор           | От                   | До                   | Дни  | Успехи | Успехи |
| --- | ----------------- | -------------------- | -------------------- | ---- | ------ | --- |
| 1.  | Златко Чайковски  | 1 юли 1963 г.        | 30 юни 1968 г.       | 1826 | 3      | 2х Купа на Германия, 1х КНК |
| 2.  | Бранко Зебец      | 1 юли 1968 г.        | 13 март 1970 г.      | 620  | 2      | 1х Бундеслига, 1х Купа на Германия |
| 3.  | Удо Латек         | 14 март 1970 г.      | 2 януари 1975 г.     | 1755 | 5      | 3х Бундеслига, 1х Купа на Германия, 1х КЕШ                                                                                              |
| 4.  | Детмар Крамер     | 16 януари 1975 г.    | 30 ноември 1977 г.   | 1049 | 3      | 2х КЕШ, 1х Междуконтинентална купа |
| 5.  | Дюла Лорант       | 2 декември 1977 г.   | 28 февруари 1979 г.  | 453  | 0      | |
| 6.  | Пал Чернаи        | 1 март 1979 г.       | 16 май 1983 г.       | 1537 | 3      | 2х Бундеслига, 1х Купа на Германия |
| 7.  | Райнхард Зафтиг*  | 17 май 1983 г.       | 30 юни 1983 г.       | 44   | 0      | |
| 8.  | Удо Латек         | 1 юли 1983 г.        | 30 юни 1987 г.       | 1460 | 5      | 3х Бундеслига, 2х Купа на Германия |
| 9.  | Юп Хайнкес        | 1 юли 1987 г.        | 8 октомври 1991 г.   | 1560 | 4      | 2х Бундеслига, 2х Суперкупа на Германия                                                                                                 |
| 10. | Сьорен Лерби      | 9 октомври 1991 г.   | 10 март 1992 г.      | 153  | 0      | |
| 11. | Ерих Рибек        | 11 март 1992 г.      | 27 декември 1993 г.  | 656  | 0      | |
| 12. | Франц Бекенбауер  | 28 декември 1993 г.  | 30 юни 1994 г.       | 184  | 1      | 1х Бундеслига |
| 13. | Джовани Трапатони | 1 юли 1994 г.        | 30 юни 1995 г.       | 364  | 0      | |
| 14. | Ото Рехагел       | 1 юли 1995 г.        | 27 април 1996 г.     | 301  | 0      | |
| 15. | Франц Бекенбауер* | 29 април 1996 г.     | 30 юни 1996 г.       | 62   | 1      | 1х Купа на УЕФА |
| 16. | Джовани Трапатони | 1 юли 1996 г.        | 30 юни 1998 г.       | 729  | 3      | 1х Бундеслига, 1х Купа на Германия, 1х Купа на лигата                                                                                   |
| 17. | Отмар Хицфелд     | 1 юли 1998 г.        | 30 юни 2004 г.       | 2191 | 11     | 4х Бундеслига, 2х Купа на Германия, 3х Купа на лигата, 1х Шампионска лига, 1х Междуконтинентална купа                                   |
| 18. | Феликс Магат      | 1 юли 2004 г.        | 31 януари 2007 г.    | 944  | 5      | 2х Бундеслига, 2х Купа на Германия, 1х Купа на лигата                                                                                   |
| 19. | Отмар Хицфелд     | 1 февруари 2007 г.   | 30 юни 2008 г.       | 515  | 3      | 1х Бундеслига, 1х Купа на Германия, 1х Купа на лигата                                                                                   |
| 20. | Юрген Клинсман    | 1 юли 2008 г.        | 27 април 2009 г.     | 300  | 0      | |
| 21. | Юп Хайнкес*       | 28 април 2009 г.     | 30 юни 2009 г.       | 63   | 0      | |
| 22. | Луис ван Гаал     | 1 юли 2009 г.        | 9 април 2011 г.      | 647  | 3      | 1х Бундеслига, 1х Купа на Германия, 1х Суперкупа на Германия                                                                            |
| 23. | Андрис Йонкер*    | 10 април 2011 г.     | 30 юни 2011 г.       | 81   | 0      | |
| 24. | Юп Хайнкес        | 1 юли 2011 г.        | 25 юни 2013 г.       | 725  | 4      | 1х Суперкупа на Германия, 1х Бундеслига, 1х Шампионска лига, 1х Купа на Германия                                                        |
| 25. | Пеп Гуардиола     | 26 юни 2013 г.       | 30 юни 2016 г.       | 1100 | 7      | 1х Суперкупа на Европа, 1х Световно клубно първенство, 3х Бундеслига, 2х Купа на Германия                                               |
| 26. | Карло Анчелоти    | 1 юли 2016 г.        | 28 септември 2017 г. | 454  | 3      | 2х Суперкупа на Германия, 1х Бундеслига                                                                                                 |
| 27. | Вили Саньол*      | 29 септември 2017 г. | 8 октомври 2017 г.   | 9    | 0      | |
| 28. | Юп Хайнкес        | 9 октомври 2017 г.   | 30 юни 2018 г.       | 264  | 1      | 1х Бундеслига |
| 29. | Нико Ковач        | 1 юли 2018 г.        | 3 ноември 2019 г.    | 490  | 3      | 1х Суперкупа на Германия, 1х Бундеслига, 1х Купа на Германия                                                                            |
| 30. | Ханс-Дитер Флик   | 3 ноември 2019 г.    | 30 юни 2021          | 2098 | 7      | 2х Бундеслига, 1х Купа на Германия, 1x Шампионска лига, 1x Суперкупа на Германия, 1x Суперкупа на Европа, 1x Световно клубно първенство |
| 31. | Юлиан Нагелсман   | 01 юли 2021          | 24 март 2023         | –    | 1      | 1x Суперкупа на Германия |
| 32. | Томас Тухел       | 25 март 2023         | –                    | –    | 1      | 1х Бундеслига |

Бележка: * временен треньор

## Известни бивши футболисти
Играчите с удебелен шрифт са били капитани на отбора през част от кариерата си в Байерн.
- Конрад Хайдкамп (1928 – 1937)
- Вернер Олк (1960 – 1970)
- Сеп Майер (1962 – 1979)
- Франц Бекенбауер (1963 – 1977)
- Герд Мюлер (1964 – 1979)
- Георг Шварценберг (1966 – 1981)
- Паул Брайтнер (1970 – 74; 1978 – 83)
- Ули Хьонес (1970 – 1979)
- Карл-Хайнц Румениге (1974 – 1984)
- Клаус Аугенталер (1976 – 1991)
- Дитер Хьонес (1979 – 1987)
- Раймонд Ауман (1982 – 1994)
- Лотар Матеус (1984 – 88; 1992 – 2000)
- Роланд Волфард (1984 – 1992)
- Щефан Ефенберг (1990 – 92; 1998 – 2002)
- Кристиан Циге (1990 – 1997)
- Маркус Бабел (1991 – 2000)
- Томас Хелмер (1992 – 1999)
- Мемет Шол (1992 – 2007)
- Дитмар Хаман (1993 – 1998)
- Оливер Кан (1994 – 2008)
- Юрген Клинсман (1995 – 1997)
- Томас Линке (1998 – 2005)
- Йенс Йеремис (1998 – 2006)
- Михаел Балак (2002 – 2006)
- Себастиан Дайслер (2002 – 2007)
- Бастиан Швайнщайгер (2002 – 2015)
- Филип Лам (2002 – 2017)
- Оуен Харгрийвс (2000 – 2007)
- Жан-Мари Пфаф (1982 – 1988)
- Даниел Ван Бойтен (2006 – 2014)
- Хасан Салихамиджич (1998 – 2007)
- Джовани Елбер (1997 – 2003)
- Пауло Серджо (1999 – 2002)
- Зе Роберто (2002 – 06; 2007 – 09)
- Михаил Лозанов – Танка (1937 – 1939)
- Емил Костадинов (1995 – 1996)
- Самуел Куфур (1994 – 2005)
- Сьорен Лерби (1983 – 1986)
- Брайън Лаудруп (1990 – 1992)
- Шаби Алонсо (2014 – 2017)
- Рой Макай (2003 – 2007)
- Марк ван Бомел (2006 – 2011)
- Арен Робен (2009 – 2019)
- Клаудио Писаро (2001 – 07; 2012 – 15)
- Жан-Пиер Папен (1994 – 1996)
- Бишенте Лизаразу (1997 – 2004; 2005 – 06)
- Вили Саньол (2000 – 2009)
- Франк Рибери (2007 – 2019)

Носители на „Златната топка“
- 1970 г. –  Герд Мюлер
- 1972 г. –  Франц Бекенбауер
- 1976 г. –  Франц Бекенбауер
- 1980 г. –  Карл-Хайнц Румениге
- 1981 г. –  Карл-Хайнц Румениге

## Български футболисти
- Михаил Лозанов: 1937/39 (19 мача - 7 гола)
- Емил Костадинов: 1995/96 (27 мача - 7 гола)
- Крум Бибишков: 1999 - (1 мач - 0 гола)

## Фен клуб на Байерн Мюнхен в България
На 30 октомври 2008 г. е учреден първият официален български фен клуб на баварците „Байерн-България“. Фен клубът организира събития свързани с Байерн в България и също така участва с аматьорски футболен отбор във Форумната лига.